# فرمونت سیتی (ایلینوی)
فرمونت سیتی (به انگلیسی: Fairmont City) یک روستا در ایالات متحده آمریکا است که در ایلینوی واقع شده‌است. فرمونت سیتی ۱۶٫۴۴ کیلومتر مربع مساحت و ۲٬۶۳۵ نفر جمعیت دارد.